# Arthur Farh
Arthur Farh, né le 12 juin 1972 à Monrovia, est un footballeur libérien des années 1990. Après avoir débuté très jeune en équipe du Liberia, il rejoint l'Europe en 1990 en signant à l'Olympique de Marseille. Ne jouant qu'avec la réserve marseillaise, il est ensuite prêté dans plusieurs clubs de Division 2. Une bonne partie de sa carrière se déroule ensuite en Allemagne — pays dont il prend la nationalité —, dans des clubs de niveau régional. En parallèle, il dispute avec son pays la Coupe d'Afrique des nations en 1996.

## Biographie
Né le 12 juin 1972 à Monrovia, Arthur Farh intègre, très jeune, l'équipe nationale libérienne. Il participe aux qualifications pour la Coupe du monde 1990, et dispute un match dès le 7 août 1988 face au Ghana, alors qu'il n'est âgé que de seize ans. Il participe à un total de quatre matchs durant ces éliminatoires, qui voient le Liberia éliminé au second tour.
En 1990, Arthur Farh est recruté par l'Olympique de Marseille, mais il ne joue aucun match durant la saison 1990-1991 avec le club français, sacré champion et qui atteint la finale de la Coupe des clubs champions européens, et doit se contenter de jouer avec la réserve. La saison suivante, le club phocéen le prête au FC Istres, un club voisin qui évolue en Division 2, puis en 1992-1993 à un autre club de cette division, le Stade rennais. En Bretagne, dans un club qui vient tout juste d'être relégué de Division 1, il n'est que rarement titulaire, mais marque huit buts toutes compétitions confondues.
Libéré par Marseille, il rejoint l'Olympique Grenoble Isère en 1993, et évolue alors en National 2, le quatrième niveau national français. En deux saisons disputées dans l'Isère, il dispute 47 matchs de championnat et marque 16 buts. Il s'agit de sa dernière expérience en France, car Arthur Farh rejoint l'Allemagne en 1995, et le SV Stuttgarter Kickers. Présents, trois années plus tôt, en Bundesliga, les Kickers sont alors redescendus en Regionalliga Sud, le troisième niveau allemand. Farh y jouera toute la fin de sa carrière professionnelle. Avec Stuttgart, il n'est que rarement titulaire, mais marque trois buts, et participe donc au titre de champion régional obtenu par son club à l'issue de la saison 1995-1996. Dans le même temps, en janvier 1996, il participe également à la Coupe d'Afrique des nations 1996 avec le Liberia, en Afrique du Sud. Son pays, dont il s'agit de la première participation à une phase finale de cette compétition, est éliminé en phase de poules, malgré une victoire face au Gabon. Remplaçant, Farh ne dispute que quelques minutes de jeu durant l'un des deux matchs joués par le Liberia durant cette CAN, rentrant en jeu durant la deuxième rencontre, perdue face au Zaïre. Au total, il obtient plus d'une trentaine de sélections avec l'équipe libérienne.
Alors que son club remonte en Division 2, Arthur Farh quitte les Stuttgarter Kickers et reste en Regionalliga, mais cette fois dans sa division Ouest-Sud-Ouest en rejoignant le FC Hombourg. Il y reste durant deux saisons, mais n'est titulaire que durant la première, où il marque sept buts. Enfin, en 1998, il est transféré au SV Wilhelmshaven, un club de Regionalliga Nord où il demeure trois saisons, marquant huit buts. À l'issue de cette période, en 2001, il joue dans un club amateur allemand, le Delmenhorster SC. Durant sa carrière, il obtient la nationalité allemande, mais s'établit ensuite à Birmingham, au Royaume-Uni.
Le 22 janvier 2011, il est arrêté par la police britannique à l'aéroport d'Heathrow, en possession d'un kilogramme de cocaïne, à l'arrivée d'un vol en provenance des Caraïbes.

## Palmarès
- SV Stuttgarter Kickers
  - Regionalliga Sud :
    - Champion : 1996.

## Statistiques
Le tableau suivant récapitule les statistiques d'Arthur Farh durant sa carrière professionnelle,,.
| Saison                | Club                    | Championnat           | Championnat | Championnat | Coupe(s) nationale(s) | Coupe(s) nationale(s) | Total | Total |
| Saison                | Club                    | Division              | M.          | B.          | M.                    | B.                    | M.    | B.    |
| 1990-1991             | Olympique de Marseille  | D1                    | 0           | 0           | 0                     | 0                     | 0     | 0     |
| 1991-1992             | FC Istres (prêt)        | D2                    | -           | -           | -                     | -                     | 0     | 0     |
| 1992-1993             | Stade rennais FC (prêt) | D2                    | 35          | 5           | 5                     | 3                     | 40    | 8     |
| 1993-1994             | Olympique Grenoble      | N2                    | 30          | 13          | 0                     | 0                     | 30    | 13    |
| 1994-1995             | Olympique Grenoble      | N2                    | 17          | 3           | 0                     | 0                     | 17    | 3     |
| 1995-1996             | SV Stuttgarter Kickers  | D3                    | 26          | 3           | 1                     | 0                     | 27    | 3     |
| 1996-1997             | FC Hombourg             | D3                    | 29          | 7           | 0                     | 0                     | 29    | 7     |
| 1997-1998             | FC Hombourg             | D3                    | 2           | 0           | 0                     | 0                     | 2     | 0     |
| 1997-1998             | SV Wilhelmshaven        | D3                    | 28          | 4           | 0                     | 0                     | 28    | 4     |
| 1998-1999             | SV Wilhelmshaven        | D3                    | 25          | 2           | 0                     | 0                     | 25    | 2     |
| 1999-2000             | SV Wilhelmshaven        | D3                    | 22          | 2           | 0                     | 0                     | 22    | 2     |
| Total sur la carrière | Total sur la carrière   | Total sur la carrière | 214         | 39          | 6                     | 3                     | 220   | 42    |